# ГЕС-ГАЕС Луїджі-Еїнауді (Ентраккуе)
ГЕС-ГАЕС Луїджі-Еїнауді (Ентраккуе)(італ. Centrale idroelettrica Luigi Einaudi)  — гідроелектростанція на північному заході Італії. Розташована вище від ГЕС Андонно, становить верхній ступінь гідровузла у верхів'ї річки Gesso, яка дренує східний схил Приморських Альп та через Стура-ді-Демонте, Танаро і По відноситься до басейну Адріатичного моря.
В роботі станції використовуються три водосховища, послідовно розташовані на Джессо-делла-Ровіна (вона ж Торренте-Бучера, лівий витік Джессо-ді-Ентраккуе) та Джессо-ді-Ентраккуе (правий витік згаданої вище Джессо):
- Водосховище К'отас (1978 метрів НРМ) об'ємом 27,3 млн м3, яке утримують дві греблі — аркова висотою 130 метрів і довжиною 230 метрів та гравітаційна висотою 30 метрів і довжиною 60 метрів. Ця розташована на самій вершині хребта водойма має малий водозбірний басейн, зате забезпечує напір у 1048 метрів, використаний для створення однієї з найпотужніших гідроакумулювальних станції Італії;
- Водосховище Ровіна (1535 метрів НРМ) об'ємом 1,2 млн м3, яке утримує земляна гребля. Воно дозволяє зібрати певний ресурс зі сточища Джессо-делла-Ровіна (зокрема, за допомогою ліво- та правобережного водозбірних каналів) із наступною подачею його до машинного залу з напором 598 метрів, що забезпечує виробництво біля 150 млн кВт·год електроенергії на рік;
- водосховище П'ястре (956 метрів НРМ) об'ємом 9 млн м3, яке утримує гравітаційна гребля висотою 88 метрів. Воно використовується як нижній резервуар гідроакумулювальної станції, а також з метою накопичення ресурсу для ГЕС Ардонно.

Від  К'отас вода подається по тунелю довжиною 7,4 км з діаметром 6,1 метра, який на завершальному етапі переходить у два водогони довжиною по 1,5 км зі змінним діаметром від 3,8 до 3,35 метра. Останні живлять вісім оборотних гідроагрегатів загальною потужністю 1184 МВт в турбінному та 1240 МВт у насосному режимах.
Від Ровіна прокладено тунель довжиною 6,5 км з діаметром 2,9 метра, який живить одну турбіну типу Пелтон потужністю 133,7 МВт. Разом з нею у складі гідроагрегату працює насос потужністю 125 МВт.
Зазначене обладнання розташоване у підземному машинному залі, під лівобережним гірським масивом за 600 метрів від водосховища П'ястре. Турбінний зал має розміри 195х15 метрів при висоті 40 метрів, крім того, так само під землею знаходяться приміщення для запірної арматури (розмірами 170х10,5 метра при висоті 15 метрів) та трансформаторного обладнання.
Станція виробляє приблизно 1,5 млрд кВт·год електроенергії на рік, тобто абсолютну більшість за рахунок роботи в режимі гідроакумуляції. Зв'язок з енергосистемою відбувається по ЛЕП, що працює під напругою 400 кВ.